# 箸蔵登山鉄道
箸蔵登山鉄道（はしくらとざんてつどう）は、かつて徳島県三好市池田町の土讃本線箸蔵駅に近接した赤鳥居駅を起点とし、真言宗別格本山箸蔵寺の入り口である仁王門駅までを結んでいた鋼索鉄道（ケーブルカー）の運営会社である。
1929年に開設された箸蔵駅から、寺へのアクセスを図るべく1930年に敷設された。太平洋戦争が深刻化した1944年、鉄材供給のため不要不急線指定を受けて廃止となった。
なお戦後の寺へのアクセスは、1971年に開業した四国ケーブルの索道（リフトとロープウェイ）でなされていたが、老朽化のため1998年に廃止され、翌1999年に開業した箸蔵山ロープウェイの新索道線に代替された。

## 路線データ
- 路線距離：赤鳥居駅 - 仁王門駅間0.4km
- 駅数：2
- 方式：単線2両交走式
- 軌間：1067mm

## 運行概要
1934年12月1日当時
- 運行本数：7時5分から20時5分まで30分間隔。繁忙期には5時35分から23時35分まで5分ないし10分間隔
- 所要時間：5分

## 沿革
- 1927年（昭和2年）7月8日 - 鉄道免許状下付[1]
- 1929年（昭和4年）8月28日 - 会社設立[2][3]
- 1930年（昭和5年）6月18日 - 開業[4]。
- 1944年（昭和19年）2月11日 - 不要不急線に指定され廃止[5]。

以後1992年の阿佐海岸鉄道阿佐東線開業まで、徳島県には国鉄（および後身のJR四国）以外が経営する鉄道路線が存在しなかった。

## 駅一覧
赤鳥居駅 - 仁王門駅

## 接続路線
- 赤鳥居駅：土讃本線（箸蔵駅）

## 輸送・収支実績
| 年度 | 乗客（人） | 営業収入（円） | 営業費（円） | 益金（円） | 支払利子（円） |
| ---- | ---------- | -------------- | ------------ | ---------- | -------------- |
| 1931 | 107,258    | 16,540         | 12,594       | 3,946      | 9,843          |
| 1932 | 70,569     | 10,626         | 10,959       | ▲ 333      | 10,354         |
| 1933 | 50,272     | 9,208          | 9,237        | ▲ 29       | 267            |
| 1934 | 58,637     | 9,208          | 9,237        | ▲ 29       | 267            |
| 1935 | 60,854     | 9,058          | 9,095        | ▲ 37       | 403            |
| 1936 | 69,333     | 9,856          | 9,593        | 263        | 238            |
| 1937 | 67,281     | 10,243         | 9,855        | 388        | 256            |
| 1939 | 90,984     |                |              |            |                |
| 1941 | 114,973    |                |              |            |                |
| 1943 | 161,067    |                |              |            |                |

- 鉄道統計資料、鉄道統計、国有鉄道陸運統計各年度版
- 1933-1934年度の営業収支は内訳も含めすべて同一であり疑問がある

## その他
起点となる赤鳥居駅の駅舎は、小田急江ノ島線の片瀬江ノ島駅のような、龍宮を模したものになっていた。